# Эпиболия
Эпиболи́я (греч. επιβολη — покров) — перемещение клеток, происходящее на ранних стадиях развития зародыша, в то же время, когда происходит гаструляция. Это один из многих способов миграций клеток раннего зародыша, приводящих к впечатляющим физическим перестройкам. При эпиболии клетки анимальной области зародыша распространяются по его вегетативной области, которая в будущем станет энтодермой (или желтком — у животных с меробластическими яйцами). Наиболее хорошо эпиболия изучена на примере рыбки данио-рерио, поскольку у них этот процесс легче наблюдать.